# Benu (firma)
BENU Česká republika s.r.o. je česká firma provozující síť lékáren pod obchodní značkou BENU provozovaných společností Společnost byla založena v roce 1993, tehdy pod názvem EUROPHARM s.r.o. Kromě sítě kamenných lékáren provozuje BENU také internetový obchod Benu.cz. Generálním a současně výkonným ředitelem společnosti je (v roce 2019) Petr Doležel (před ním Sebastian Ring). Finančním ředitelem je Pavel Kraus. V únoru 2020 změnila společnost právní formu z akciové společnosti na společnost s ručením omezeným.

## Phoenix Group
BENU Česká republika s.r.o. je dceřinou společností obchodní firmy PHOENIX lékárenský velkoobchod, s.r.o. Ta je od roku 1994 součástí nadnárodní skupiny PHOENIX Group, která sídlí v německém Mannheimu. PHOENIX Group působí ve 27 zemích Evropy, kde dohromady provozuje přibližně 1 400 lékáren a zaměstnává přibližně 8 500 zaměstnanců. Za rok obslouží lékárny spadající do této skupiny asi 65 milionů zákazníků. Roční obrat skupiny přesahuje 23 miliard euro (cca 600 miliard Kč).
PHOENIX lékárenský velkoobchod s.r.o. působí v České republice od roku 1992. Léky a farmaceutiky zásobuje společnost přes 4 000 lékáren, nemocnic a výdejen léků. Podle vlastních slov nabízí společnost asi 25 000 sortimentních položek z oblasti farmaceutik, zdravotnického materiálu a doplňkových produktů.
Společnost PHOENIX lékárenský velkoobchod s.r.o. provozuje v České republice 6 obchodních center. Centra jsou umístěna ve městech Praha, Brno, Plzeň, Ševětín, Vysoké Mýto, Ostrava. 

## Kamenné lékárny
V srpnu 2019 provozovala společnost 243 kamenných lékáren. S tímto počtem jde o druhou největší lékárenskou sítí na českém trhu. (Nejrozsáhlejší je síť prodejen Dr. Max od společnosti Penta). V roce 2018 obsloužily BENU lékárny asi 1,5 milionu zákazníků. Některé z lékáren BENU jsou provozované formou franšízy.

## Internetová lékárna
Pod značkou BENU provozuje společnost také internetovou lékárnu Benu.cz, fungující jako e-shop. V roce 2017 využilo služby e-shopu asi 1 500 zákazníků měsíčně, v roce 2018 to bylo 2 000 zákazníků. Tržby z online prodeje činily v roce 2017 asi 200 milionů korun. V roce 2018 vzrostly tržby o 62 % a sice na 315 250 000 Kč. Z celkového ročního výdělku společnosti BENU Česká republika a.s. to bylo asi 6,5 %.
V roce 2017 využívalo 90 % zákazníků možnost vyzvednout si zakoupené zboží v některé z kamenných lékáren. Od října 2018 spolupracuje BENU s českým online prodejcem potravin Rohlik.cz a nabízí možnost nechat si nákup z lékárny dovézt spolu s potravinami do dvou hodin.